# Alecu Sandu
Alecu Sandu (n. 18 noiembrie 1950) este un fost deputat român în legislatura 1996-2000, ales în județul Suceava pe listele partidului USD-PD. Alecu Sandu a fost ales ca deputat în legislatura 2000-2004 pe listele PD. În legislatura 1996-2000, Alecu Sandu a fost membru în grupurile parlamentare de prietenie cu Republica Argentina și cu Republica Federativă a Braziliei iar în legislatura 2000-2004 el a fost membru în grupurile parlamentare de prietenie cu Republica Argentina și Republica Columbia.

## Legături externe
- Alecu Sandu Arhivat în 4 martie 2024, la Wayback Machine. la cdep.ro